# Free (Kate Ryan-album)
 For alternative betydninger, se Free. (Se også artikler, som begynder med Free)
Free er den belgiske sangerinde Kate Ryans fjerde studiealbum, udgivet den 2. juni 2008.

## Nummerliste
1. Voyage Voyage
2. I Surrender
3. Ella elle l'a
4. Who Do You Love
5. Your Eyes
6. L.I.L.Y.
7. Take Me Down
8. Put My Finger On It
9. Sweet Mistake
10. Toute première fois
11. We All Belong
12. Tonight We Ride / No Digas Que No
13. Free